# 762
| 762                |
| ------------------ |
| Dødsfald - Fødsler |
|                    |

| Gregoriansk kalender | 762 DCCLXII             |
| Ab urbe condita      | 1515                    |
| Armensk kalender     | 211 ԹՎ ՄԺԱ              |
| Kinesiske kalender   | 3458 – 3459 辛丑 – 壬寅 |
| Etiopisk kalender    | 754 – 755               |
| Jødisk kalender      | 4522 – 4523             |
| Hindukalendere       |                         |
| - Vikram Samvat      | 817 – 818               |
| - Shaka Samvat       | 684 – 685               |
| - Kali Yuga          | 3863 – 3864             |
| Iransk kalender      | 140 – 141               |
| Islamisk kalender    | 144 – 145               |

Se også 762 (tal)